# Evippa mandlaensis
Evippa mandlaensis là một loài nhện trong họ Lycosidae.
Loài này thuộc chi Evippa. Evippa mandlaensis được Pawan U. Gajbe miêu tả năm 2004.